# Melitaea syriaca
Melitaea syriaca är en fjärilsart som beskrevs av Hans Rebel 1905. Melitaea syriaca ingår i släktet Melitaea och familjen praktfjärilar. Inga underarter finns listade i Catalogue of Life.